# Renée de Montmort
Pour les articles homonymes, voir Montmort (homonymie).
 (août 2017).
Renée Lydie Charlotte Marguerite Loppin de Montmort, née le 2 août 1881 à Paris et morte le 30 novembre 1960 à La Haye-Malherbe (Eure), est fondatrice d’œuvres sociales et commissaire internationale des Guides de France.

## Biographie
Renée est issue de la famille de Montmort. Elle est une descendante de Claude Bernard Loppin de Montmort, marquis de Montmort, marquis de La Boulaye, maréchal de camp français de la Restauration. 
Elle naît au 7, rue du Regard, dans le VIe arrondissement de Paris. Son père, Jean Antoine Étienne Loppin de Montmort († 1915), décoré de la médaille militaire, vit de ses rentes. Sa mère, Lydia-Corinne Doligny Letterstedt (1853-1943), fille unique, hérite de vastes propriétés en Afrique du Sud acquises par son père Jacob Letterstedt (1796-1862).
Renée a un frère, Jean (1882-1907). Tous deux sont élevés dans le protestantisme. Leurs parents ont un cercle de relations très étendu. Ils fréquentent des artistes, des hommes de lettres et des hommes politiques.
Renée passe une partie de son enfance au Cap (Afrique du Sud) et revient en France en 1889. Ses parents se séparent au bout de cinq ans. Mme de Montmort continue à gérer ses biens en Afrique du Sud.

### L’enfance et la jeunesse
L’enfance et la jeunesse de Renée sont très libres. Elle a une formation d’autodidacte. Elle voyage beaucoup, parle plusieurs langues, rêve de littérature.
Les relations entre Renée et son frère n’étant pas bonnes, leur mère, redoutant que Jean dilapide la fortune familiale et que Renée n’ait rien pour vivre, lui achète en 1900 une vaste propriété où Renée pourra vivre et dont elle tirera des revenus : le château d’Argeronne, situé à La Haye-Malherbe dans l’Eure, à mi-chemin entre Louviers et Elbeuf. Elle constitue une riche bibliothèque qui permettra à Renée de compléter sa culture. Elle y reçoit des écrivains et des personnalités éminentes.

### Engagements professionnels
À 22 ans, Renée vit dans son propre appartement rue de Phalsbourg, à Paris dans le XVIIe arrondissement. Elle écrit dans son journal intime : « Nul n’a le droit d’être inutile. » Elle suit une formation pour être infirmière et s’intéresse aux questions sociales.

#### Activités sociales à Londres
Aux États-Unis, elle visite les premiers settlements. Entre 1908 et 1910, elle s’installe à Londres où elle préside le Robert Browning Settlement, une œuvre sociale qui s’occupe de 3000 familles ouvrières. Le mot anglais settlement signifie « établissement », « installation », mais aussi « colonisation », « peuplement » d’un pays. Des professeurs, des étudiants et aussi des pasteurs qui veulent partager leur savoir avec les couches laborieuses de la population, résident sur place en quartier ouvrier toute l’année. Les activités organisées sont multiples : médico-sociales, artistiques, culturelles et de formation professionnelle.

#### Préoccupations sociales à Paris
En juillet 1913, à Paris, au Congrès international des femmes présidé par Julie Siegfried, Renée, âgée de 31 ans, rencontre Marie Diémer, âgée de 36 ans. Elles deviennent d’inséparables amies. Elles sont tout à fait convaincues par l’allocution du Dr Nicole Girard-Mangin, rapporteur de la section d’hygiène, qui stigmatise le retard français dans la formation d’un personnel d’hygiène sociale à domicile (district nurse) et émet l’idée qu’une fédération des œuvres parisiennes serait plus efficace que l’émiettement qui existe alors. Elles décident d’unir leurs forces pour aller dans ce sens. 
En février 1914, Renée et Marie se rendent à l’assemblée générale constitutive de l’Association des infirmières visiteuses de France (AIV) qui se tient à la faculté de médecine sous la présidence de Berthe de Béhague, de confession catholique. L’AIV met en œuvre, à l’échelle municipale, une politique sociale de prévention contre la tuberculose et la mortalité infantile, en envoyant à domicile des infirmières formées.

#### Investissement de la fondation Rockefeller dans l’AIV
L’association décide d’ouvrir dans un premier temps des cours, puis une école de formation. La fondation Rockefeller, intéressée par cette démarche, propose un soutien financier à l’AIV. Une école, l’École de lutte contre la tuberculose, s’ouvre à Paris grâce à l’argent de cette fondation. Renée et Marie apportent leur concours à un settlement français, la Résidence sociale de Levallois-Perret. Grâce à l’AIV, elles se chargent du dispensaire de lutte antituberculeuse sous la direction du Dr Guinon.

#### Activités pendant la Grande Guerre
Entre 1914 et 1918, Renée est membre du comité central de l’Effort féminin.
Dès 1916, elle est membre du comité des éclaireuses de la rue de Naples, créée par Élisabeth Fuchs.
Renée met à la disposition des éclaireuses, après la guerre, son château d’Argeronne.
Avec Marie Diémer, elles élaborent un programme pour une école de jeunes filles à la campagne qui se veut le pendant de l’École des Roches. Mais faute de financement cette école ne voit pas le jour.

#### École des surintendantes d’usine
En juin 1917, Renée participe, aux côtés de Cécile Brunschvicg, Marie Diémer, Marie Routier et Henriette Viollet, à la fondation de l’École des surintendantes d’usine pour former des « directrices surveillantes sociales » dans les usines, en particulier dans les usines d’armement où travaillent de nombreuses ouvrières. Renée est une des premières élèves faisant un stage chez Citroën où elle s’occupe du fonctionnement de la cantine.

#### Collaboration avec Marie Diémer
L’œuvre de Renée de Montmort se confond alors en partie avec celle de Marie Diémer. Ses contacts nationaux et internationaux, son aisance naturelle dans tous les milieux, son ouverture vers les autres, son goût de l’action ont permis à Renée bien des créations. Marie Diémer y apporte la profondeur de sa pensée, sa passion de servir sa patrie menacée et de susciter la formation et l’engagement des femmes.

### Essai de fédération des mouvements de jeunesse protestants et catholiques
Renée de Montmort découvre le scoutisme féminin à Londres et prend contact avec l’association nationale anglaise. Avec son accord et celui du comité international des girls guides, elle organise à Argeronne, en 1922 et 1923, deux rencontres où se retrouvent, avec des délégations de plusieurs pays, la Fédération française des éclaireuses, déjà constituée et les Guides de France désormais reconnues. Elle s’investira dans cette nouvelle association dont, protestante, elle voit l’importance. Après avoir espéré l’union des différentes confessions ou spiritualités dans une seule fédération, elle ne peut que constater les différences dans les liens avec les Églises, les risques de syncrétisme ou d’appauvrissement pédagogique d’un scoutisme qui s’appuie insuffisamment sur des références religieuses.
Elle ouvre sa propriété à de nombreuses œuvres sociales, à des stages de formation et à des camps de scoutisme féminin enrichis par l’accueil d’étrangères. Elle occupe chez les Guides de France la fonction de commissaire internationale jusqu’en 1930 et, après un lent cheminement, choisit, comme Marie, de se convertir au catholicisme.

### Derniers engagements
Pendant la Seconde Guerre mondiale, parc et château ne sont pas épargnés. En 1945, Renée est chargée d’une mission pour les œuvres sociales en zone d’occupation en Allemagne et en Autriche où elle contractera une maladie qui la laissera paralysée. Soignée par une amie éclaireuse, Madeleine Caron, dite « Rainette », elle l’adopte et lui lègue à sa mort en 1960 Argeronne, magnifique mais lourd héritage divisé ensuite entre les neveux de Madeleine Caron de Montmort.

## Pour approfondir

### Archives
- Archives de Paris et de l’ancien département de la Seine, série D. X6.
- Archives des Guides de France.
- Entretiens d’Evelyne Diebolt et Sylvie Fayet-Scribe avec sa fille adoptive Madeleine Caron en 1990.